# Gerda Møller
Gerda Møller, født Christensen (7. januar 1914 i København – 20. januar 2004) var en dansk politiker, gift med Adam Møller og mor til Eva og Helge Adam Møller.

## Karriere
Hun var datter af restauratør Christian L. Christensen (død 1940) og hustru Astrid født Hansen (død 1951), blev student fra Rysensteen Gymnasium 1933 og uddannet som tysk korrespondent 1937. Hun var ansat i A/S Axel Schou (Philips Radio) 1935-39 og Siemens-Røntgen 1939-44, hos landsretssagfører Niels Aage Pedersen 1945, var lærer ved aftenskolen i henholdsvis Holstebro, Næstved og København 1958-64 og ved Forsvarets civilundervisning 1958-70.

## Politisk virke
Hun var medlem af Næstved Byråd fra 1950 til 1954 for Det Konservative Folkeparti. Hun var midlertidigt medlem af Folketinget fra 1962 til 1963 og fast medlem af tinget fra 1964 til 1981 og samtidig medlem af Københavns Borgerrepræsentation fra 1978 til 1985.
Gerda Møller var derudover medlem af Det Kongelige Teaters tilsynsråd 1974-81, medlem af Nordisk Råd 1968-77, delegeret til FN i 1977 og 1981 og medlem af Europabevægelsens hovedbestyrelse 1979-2000. 
Hun havde tillidshverv i Folkeligt Oplysningsforbund fra 1951, var formand for Danske Kvinders konservative Forening fra 1968, næstformand i Det konservative Folkepartis kvindeudvalg, medlem af repræsentantskabet for selskabet Borgervennen af 1788, af bestyrelsen for ungdomspensionen Limfjordshøj og for spædbørnehjemmet på Hartmannsvej samt næstformand i Dansk informationskomité for markedsspørgsmål.
Hun blev gift 30. januar 1942 med oberst Adam Møller.